# Fiskekrokmossa
Fiskekrokmossa (Drepanocladus sordidus) är en bladmossart som beskrevs av Hedenäs in W. R. Buck 1998. Enligt Catalogue of Life ingår Fiskekrokmossa i släktet krokmossor och familjen Amblystegiaceae, men enligt Dyntaxa är tillhörigheten istället släktet krokmossor och familjen Amblystegiaceae. Arten är reproducerande i Sverige. Inga underarter finns listade i Catalogue of Life.